# Greta Stevenson
Greta Barbara Stevenson (Auckland, 10 de junio de 1911 - Londres, 18 de diciembre de 1990) fue una botánica, y micóloga neozelandesa. Describió muchas nuevas especies de Agaricales (setas).

## Biografía
Aborigen de Auckland, Nueva Zelanda, la mayor de cuatro hijos de William Stevenson y Grace Mary Scott. William era director gerente del fabricante de alimentos enlatados Irvine & Stevenson. Su familia se mudó a Dunedin en 1914, y Greta estudió en el Columba College de 1925 a 1928. Luego asistió a la Universidad de Otago en 1929, graduándose como bachiller universitario en ciencias en 1932, y luego una Maestría en botánica con honores de primera clase en 1933. Su tesis abarcó el ciclo biológico de vida del raro parásito Korthalsella. Tras graduarse se mudó a Londres para asistir al Imperial Colegio de Londres en Ciencias y Tecnología, donde completó un PhD en micología y en fitopatología.
En 1936, se casó con Edgar Cone, un estudiante de investigación en ingeniería química, teniendo dos hijos (se divorciaron en 1966). Retornaron a Nueva Zelanda, mientras sus hijos eran pequeños fue empleada en el Wellington City Council como analista y microbióloga del suelo para la Oficina de Suelos del Departamento de Investigación Científica e Industrial. Durante este tiempo, también enseñó ciencia en varias escuelas medias. Fue una ávida montañera, y escaló el pico este del monte Earnslaw, un logro significativo.
Tuvo varias posiciones: Universidad de Otago; Ayuntamiento de Wellington; Instituto Cawthron, Nelson; Colegio Imperial de Londres; Colegio de educación superior Crawley; King Alfred's College. Falleció en Londres en 1990, a los 79 años.

## Investigaciones en micología
Publicó tres libros sobre helechos y hongos, todos los cuales fueron ilustrados con sus propios dibujos. Es conocida por su serie de cinco partes en "Agaricales de Nueva Zelanda", publicado en el Kew Bulletin entre 1962 y 1964, en la que describe más de 100 nuevas especies.

## Algunas publicaciones
- Stevenson, G. 1946–47. The growth of a species of the genus Lilaeopsis in fresh-water reservoirs near Wellington. PDF Trans. & Proc. of the Royal Soc. of New Zealand 76 (4): 581–88.
- ___________. 1954. A Book of Ferns. New York: Henry George Fiedler. 160 p.
- ___________. 1954. Nitrogen fixation by non-nodulated plants, and by nodulated Coriaria arborea. Nature 182 :1523–1524. doi 10.1038/1821523b0
- ___________. 1962. The Agaricales of New Zealand: I. Boletaceae and Strobilomycetaceae. Kew Bull. 15 (3): 381–85 por suscripción
- ___________. 1962. The Agaricales of New Zealand: II. Kew Bull. 16 (1): 65–74 por suscripción
- ___________. 1962. The Agaricales of New Zealand: III. Kew Bull. 16 (2): 227–37 por suscripción
- ___________. 1963. The Agaricales of New Zealand: IV. Kew Bull. 16 (3): 373–84 por suscripción
- ___________. 1964. The Agaricales of New Zealand: V. Kew Bull. 19 (1): 1–59 por suscripción
- ___________. 1967. The Biology of Fungi, Bacteria and Viruses. London: Edward Arnold. 202 p.
- ___________. 1982. Field Guide to Fungi. Canterbury: University of Canterbury. 122 p. ISBN 978-0900392306
- ___________. 1978. Botanical evidence linking the New Zealand Maoris with New Caledonia and the New Hebrides. Nature 276 :704–705. doi 10.1038/276704a0

## Premios y reconocimientos

### Epónimos
- Entoloma stevensoniae E.Horak 1980[6] un nomen novum para Entoloma niveum G.Stev. 1962
- Hygrocybe stevensoniae T.W.May & A.E.Wood 1995[7]